# Stazione di Frutigen
La stazione di Frutigen è una stazione ferroviaria posta sulla linea del Lötschberg, in Svizzera. Serve il centro abitato di Frutigen.